# Karl Philipp von Greiffenclau zu Vollrads
Karl Philipp von Greiffenclau zu Vollraths (Castello di Vollrads nel Rheingau, 1º dicembre 1690 – Würzburg, 25 novembre 1754) è stato principe-vescovo di Würzburg dal 1749 al 1754.
Karl Philipp era membro di una nobile famiglia tedesca e i suoi genitori erano Johann Erwein von Greiffenclau (morto nel 1727) e Anna Lioba von Sickingen-Sickingen. Suo zio era Johann Philipp von Greiffenclau-Vollraths, che dal 1699 al 1719 era stato principe-vescovo di Würzburg.

## Biografia
Sin dal 1705 fu domicellario a Würzburg e fu ordinato sacerdote al termine dei propri studi universitari a Magonza, nel 1715.
Fece parte del capitolo della cattedrale di Würzburg sin dal 1728, mantenendo stretti contatti con Magonza, dove ebbe l'incarico, tra il 1739 ed il 1749, di rettore dell'università.
Alla morte del principe-vescovo di Würzburg Anselm Franz von Ingelheim, il capitolo della cattedrale scelse Greiffenclau quale suo successore, il 14 aprile 1749, mentre la conferma papale giunse il 21 luglio di quello stesso anno.
Karl Philipp introdusse un nuovo regolamento per le parrocchie della diocesi di Würzburg e ne regolò l'amministrazione, oltre a riportare in auge gli studi di farmacia e fisica nella città. In questo senso si fece promotore dell'università di Würzburg, aumentando anche i salari dei professori e stabilendo cattedre per nuove materie, prevalentemente di indirizzo scientifico.

### Mecenatismo

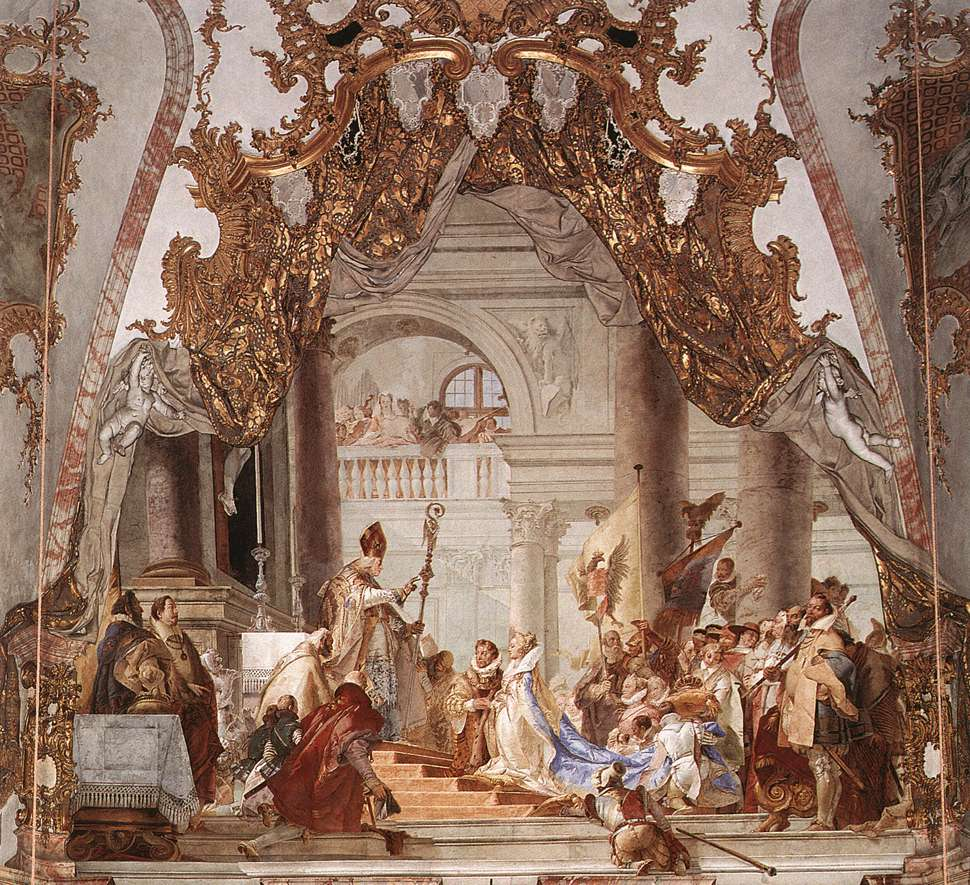
Uno degli affreschi commissionati da Karl Philipp von Greiffenclau zu Vollrads al Tiepolo nella residenza dei vescovi di Würzburg

Karl Philipp fu anche promotore delle arti e chiamò ad operare presso la propria corte anche il celebre architetto Balthasar Neumann per la costruzione della nuova residenza vescovile di Würzburg. Con il sempre maggiore sviluppo della struttura, altri artisti come Johann George Oegg, il pittore Johannes Zick o lo stuccatore Antonio Giuseppe Bossi, entrarono al servizio della corte episcopale.
Uno dei personaggi più importanti che però godettero di incarichi forniti dal Greiffenclau fu indubbiamente Giovanni Battista Tiepolo, il quale dipinse il salone imperiale e la grande scalinata della residenza, assieme ai propri figli, in un lungo lavoro protrattosi dal 1749 al 1753, proponendo affreschi di rara bellezza ancora oggi universalmente apprezzati per i colori vividi e chiari.

### Morte
Morì nel 1754, poco dopo la realizzazione degli affreschi, e fu sepolto nella cattedrale cittadina.

## Genealogia episcopale
La genealogia episcopale è:
- Arcivescovo Filippo Archinto
- Papa Pio IV
- Cardinale Giovanni Antonio Serbelloni
- Cardinale Carlo Borromeo
- Cardinale Gabriele Paleotti
- Cardinale Ludovico de Torres
- Cardinale Giovanni Garzia Mellini
- Vescovo Antonio Albergati
- Vescovo Gereon Otto von Gutmann zu Sobernheim
- Vescovo Johannes Pelking, O.F.M. Conv.
- Vescovo Wolther Heinrich von Strevesdorff, O.E.S.A.
- Arcivescovo Johann Philipp von Schönborn
- Vescovo Stephan Weinberger
- Vescovo Johann Philipp von Greiffenclau zu Vollraths
- Vescovo Johann Bernhard Mayer
- Vescovo Anselm Franz von Ingelheim
- Vescovo Daniel Johann Anton von Gebsattel
- Vescovo Karl Philipp von Greiffenclau zu Vollrads